# Krani
Krani (mac. Крани) – wieś położona w gminie Resen w Macedonii Północnej. W 2002 roku miejscowość zamieszkiwana była przez 416 osób, w tym przez 305 Albańczyków, 103 Macedończyków i 1 Serba. Wśród mieszkańców znajdowało się 309 muzułmanów, 105 wyznawców prawosławia i 2 katolików.